# Concerto erotica
Concerto erotica er en dansk tegnefilm fra 1964 med instruktion og manuskript af Flemming Quist Møller, Jannik Hastrup.

## Handling
En tegnefilm om erotik - anskuet fra en mere humoristisk synsvinkel end sædvanligt. Filmen er opdelt i tre afsnit: Pastorale - Nocturne - Alla turca.